# Новоселиця (Золотоніський район)
Новосе́лиця — село в Україні, у Золотоніському районі Черкаської області. Входить до складу Чорнобаївської селищної громади.

## Населення
За даними перепису 2001 року населення села становило 238 осіб.

### Мовний склад
Рідна мова населення за даними перепису 2001 року:
| Мова       | Чисельність, осіб | Доля     |
| ---------- | ----------------- | -------- |
| Українська | 237               | 99,58 %  |
| Інше       | 1                 | 0,42 %   |
| Разом      | 238               | 100,00 % |